# St. Nikolaus (Millen)

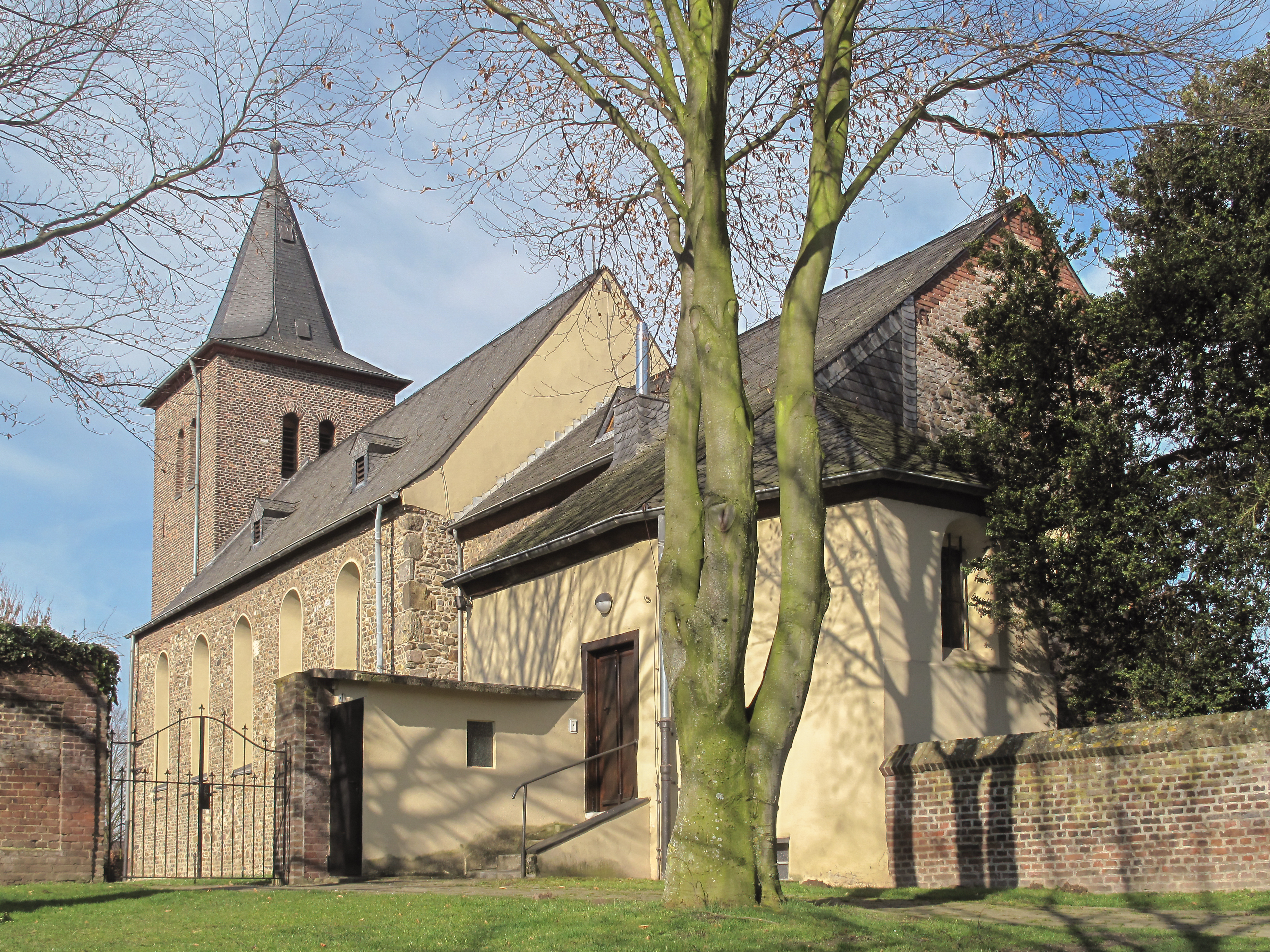
St. Nikolaus in Millen

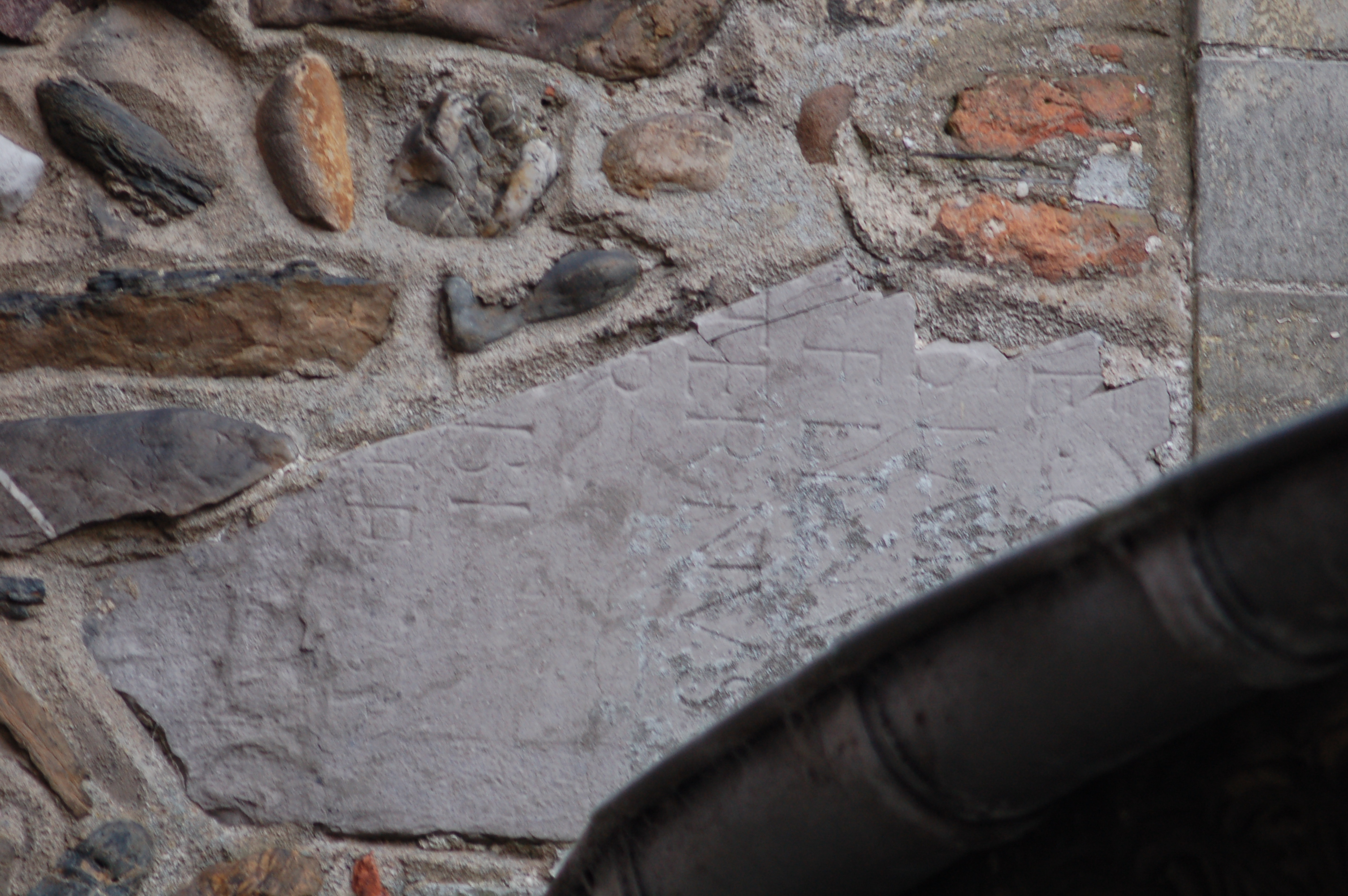
Bruchstück eines im Ostgiebel des Seitenchores eingemauerten römischen Grabsteins

St. Nikolaus ist eine römisch-katholische Pfarrkirche in Millen, einem Ortsteil der Gemeinde Selfkant im Kreis Heinsberg in Nordrhein-Westfalen.
Die Kirche steht unter dem Patronat des hl. Nikolaus von Myra und ist unter Nummer 39 in die Liste der Baudenkmäler in Selfkant eingetragen.

## Geschichte
Die dem heiligen Nikolaus gewidmete Kirche des Ortes präsentiert sich im Äußeren überwiegend in romanischen Formen, das Innere wird von der umfangreichen, im Wesentlichen aus dem 17. Jahrhundert stammenden Stuckatur der Wände und Decken geprägt. Sie gilt als die westlichste Kirche in Deutschland.
Ältester Teil der Kirche ist das um das Jahr 1000 errichtete heutige Chorhaus. Das Gotteshaus mit dem Patrozinium des heiligen Quirinus von Neuss wurde von den Herren von Millen als Eigenkirche genutzt. In der typischen regionalen Bauweise kleiner ländlicher Saalkirchen des frühen Mittelalters wurde es einschiffig über einem rechteckigen Grundriss mit schmälerem, nahezu quadratischem Chorschluss im Osten errichtet. Als Baumaterial verwendete man vor Ort leicht verfügbare Flusskiesel, Findlinge sowie römisches Altmaterial. Außen gut als zweitverwendete römische Baustoffe zu erkennen sind beispielsweise runde Hypokaustziegel sowie ein im Ostgiebel über dem Seitenchor eingemauertes Bruchstück eines Grabsteines.
Im 12. Jahrhundert erweiterte man anlässlich der Propsteigründung die bisherige Kapelle um ein im Westen angebautes größeres Kirchenschiff. Das nun auch als Propsteikirche genutzte Gotteshaus unterstellte man zusätzlich dem Patrozinium des heiligen Nikolaus. Eine abermalige Erweiterung erfolgte um die Mitte des zwölften Jahrhunderts durch den Anbau eines schmalen Seitenschiffes an der Nordseite. Haupt- und Seitenschiff waren durch vier zu späterer Zeit wieder vermauerte Rundbogenarkaden zueinander geöffnet. Mutmaßlich bedingt durch Streitereien wegen des doppelten Patroziniums errichtete man in der zweiten Hälfte des zwölften Jahrhunderts am Ostende des Seitenschiffes noch die mit eigener Apsis versehene Quirinuskapelle.
Im 17. Jahrhundert fanden abermals größere Arbeiten statt. Der heutige Westturm und die Sakristei wurden erbaut sowie das Kircheninnere neu ausgestattet. Insbesondere sehenswert ist die reiche, durch den Propst Otto Heinrich von Bylandt zwischen 1636 und 1654 in Auftrag gegebene Stuckatur.
Eine durchgreifende Renovierung erfolgte im 19. Jahrhundert, allerdings mit teilweise willkürlichen Veränderungen. So brach man neue Fenster und ersetzte keineswegs originalgetreu die blinde Zwerggalerie an der Apsis der Quirinuskapelle.
Im Zuge der Pfarrgemeindereformen im Bistum Aachen wurde die ehemals eigenständige katholische Pfarrgemeinde St. Nikolaus Millen in die Gemeinschaft der Gemeinden (GdG) St. Servatius Selfkant eingegliedert.

## Ausstattung

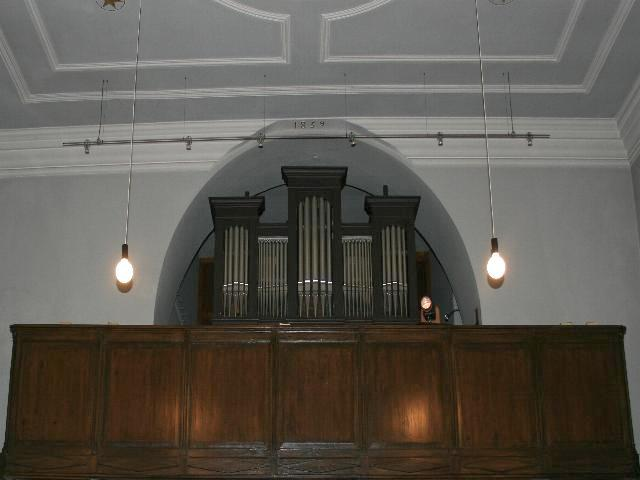
Koulen-Orgel von 1875

Im Innenraum ist eine reichhaltige Ausstattung aus verschiedenen Jahrhunderten erhalten geblieben. In der Quirinuskapelle der Kirche befindet sich einer der ältesten Altäre des Bistums Aachen, er ist aus römischen Sinthersteinen erbaut. Der Hochaltar und die beiden Nebenaltäre sind im Stil der Neuromanik gehalten und um 1900 entstanden. Die Kanzel, das Pelikan-Verkündigungspult, der Beichtstuhl, der Taufstein und die Kreuzigungsgruppe sind Werke des 17. Jahrhunderts im Stil des Barock. Das Chorgestühl stammt aus dem Heinsberger Frauenstift. Die Orgel ist ein Werk der Orgelbauwerkstatt H. Koulen & Sohn aus dem Jahr 1875. Die Buntglasfenster sind größtenteils frühe Werke der Werkstatt Glasmalerei Dr. H. Oidtmann aus dem Jahr 1861.

## Pfarrer
Folgende Priester wirkten bislang als Pastor an St. Hubertrus:
| von – bis | Name                         |
| --------- | ---------------------------- |
| 1926–1945 | Karl Schmitz                 |
| 1945–1968 | Heinrich Kremer              |
| 1969–1971 | P. Johannes Wolters OCarm    |
| 1971–1983 | P. Bernhard Tinselboer OCarm |
| 1985–?    | P. Johannes van Bemmelen SCJ |
| Seit ?    | Roland Bohnen                |